# Anatoli Alexandrowitsch Maslow
Anatoli Alexandrowitsch Maslow (russisch Анатолий Александрович Маслов; * 7. August 1946) war stellvertretender Direktor des Christianowitsch-Instituts für theoretische und angewandte Mechanik, der sich mit viskoser Gasdynamik und Gasbewegungen beschäftigte. Er war Professor an der Staatlichen Universität und der Staatlichen Technischen Universität in Nowosibirsk. 2022 wurde er wegen des Vorwurfs von Staatsverrat festgenommen.

## Leben
Im Jahr 1973 schloss Anatoli Maslow seine Dissertation Stabilität der komprimierbaren Grenzschicht über einer gekühlten Oberfläche ab. Damit erlangte er den Titel Kandidat der physikalisch-mathematischen Wissenschaften.
1988 wurde er mit Entstehung von Turbulenz in Überschallgrenzschichten Doktor der physikalisch-mathematischen Wissenschaften. Ab demselben Jahr bis 2018 leitete Anatoli Maslow das Labor für Hyperschallströmungsforschung, später in Labor Nr. 13 umbenannt, am Christianowitsch-Institut in Nowosibirsk. Anschließend übernahm Andrei Anatoljewitsch Sidorenko (Андрей Анатольевич Сидоренко), ein ehemaliger Schüler Maslows, die Leitung.
Am 28. Juni 2022 wurde er, wie später auch seine Kollegen Waleri Sweginzew und Alexander Schipljuk, festgenommen. Details der Vorwürfe sind nicht bekannt, es wird vermutet, dass es um Geheimnisverrat über die russischen Hyperschallwaffen an China geht. Der sibirische Regionalabteilung der Russischen Akademie der Wissenschaften veröffentlichte am 15. Mai 2023 einen offenen Brief, in dem die Festnahme verurteilt wird und die Unterzeichner aufzeigen, dass damit die wissenschaftliche Leistungsfähigkeit Russlands weiter geschwächt wird.
Am 24. Mai 2023 entschied ein Petersburger Gericht, dass die Untersuchungshaft bis zum 10. November verlängert wird und die Verlegung von Anatoli Maslow vom Moskauer Lefortowo-Gefängnis in ein Gefängnis in St. Petersburg. Er soll bis zur Eröffnung des Verfahrens zwei Herzinfarkte erlitten haben und in einem Krankenhaus behandelt worden sein, wobei ihm Teile seiner Medikamente vorenthalten worden sein sollen. Ende Mai 2024 wurde Anatoli Maslov vom St. Petersburger Stadtgericht zu 14-jährigen Haft in einem Hochsicherheitsgefängnis für einen angeblichen Hochverrat in Richtung Deutschland verurteilt. Anatoli Maslow bestreitet die Vorwürfe und betont seine Unschuld.

## Auszeichnungen
- 1991: Ehrendiplom des Präsidiums des Obersten Sowjets der RSFSR[8]
- 1996: Preisträger 1. Grades des Schukowski-Ordens[8]
- 2007: Orden der Freundschaft[8]
- 2012: Dankesschreiben des Regierungsvorsitzenden der Russischen Föderation Wladimir Putin[8]

## Werke
- Maslow, Kudryavtsev A. N., Mironov S. G., Poplavskaya T. V., Tsyryulnikov, Wave processes in a viscous shock layer and control of fluctuations in Journal of Fluid Mechanics 2010, Vol. 650, S. 81–118, doi:10.1017/S0022112009993533
- Aniskin V. M., Mironov S. G., Maslov A. A., Tsyryulnikov, Supersonic axisymmetric microjets: structure and laminar-turbulent transition in Microfluidics and Nanofluidics 2015, Vol. 19, S. 621–634, doi:10.1007/s10404-015-1588-y
- Maslow, Mironov, Poplavskaya, Kirilovskiy; Supersonic flow around a cylinder with a permeable high-porosity insert: Experiment and numerical simulation in Journal of Fluid Mechanics, 2019, Vol. 867, S. 611–632, doi:10.1017/jfm.2019.165
- Polivanov, Sidorenko, Maslow; Effective plasma buffet and drag control for laminar transonic aerofoil in Proceedings of the Institution of Mechanical Engineers, Part G, 2020; 234(1), S. 58–67. doi:10.1177/0954410018795542
- Mironov, Aniskin, Maslow, On the mechanism of the influence of medium density on the supersonic core length of an underexpanded jet in Acta Mechanica, Juli 2021, S. 2751–2763